# Béatrice Mabilon-Bonfils
Béatrice Mabilon-Bonfils, née en 1963 à Grasse, est une sociologue française,  professeure à l’université de Cergy-Pontoise. Spécialiste des sciences de l'éducation, elle s'intéresse particulièrement au bien-être à l'école. 

## Biographie
Béatrice Mabilon-Bonfils est diplômée de l’Institut d'études politiques d'Aix-en-Provence, option politique et sociale en 1984. Elle réalise un DEA d’études politiques à l’université Aix-Marseille III en 1986 et est agrégée de sciences économiques et sociales en 1991. Elle soutient une thèse de science politique intitulée Méthodologie des sciences exactes et des sciences humaines : le cas de la sociologie du politique, sous la direction de Bruno Étienne à l'université Aix-Marseille III en 1993. Elle est professeure de sciences économiques et sociales au lycée Victor Hugo de Carpentras de 1987 à 2006, puis elle est nommée maître de conférences en sociologie à l'IUFM de Dijon — Université de Bourgogne en 2006. Elle présente un mémoire d'habilitation universitaire en sciences de l’éducation en 2005, à l'université de Bourgogne, dont Georges Solaux est le garant, et est nommée professeure à l'université de Cergy-Pontoise en 2009. 
Elle fonde puis dirige le laboratoire de sciences de l'éducation EMA (École, Mutations, Apprentissages — EA 4507) de 2009 à 2017, puis à partir du 1er janvier 2018, elle dirige le laboratoire de sciences de l'éducation Bonheurs (Bien-être, organisation, numérique, habitabilité, universalité, relations, savoirs (EA 7517) de l’université de Cergy-Pontoise.
Elle imagine une nouvelle modalité de partage de savoirs,le spectacle-recherche https://nouveautes-editeurs.bnf.fr/accueil?id_declaration=10000000941285&titre_livre=Le_Spectacle-Recherche
```
Ce spectacle-recherche  est mis en pratique régulièrement par le laboratoire. 
https://nouveautes-editeurs.bnf.fr/accueil?id_declaration=10000000941285&titre_livre=Le_Spectacle-Recherche
```

## Activités de recherches  et éditoriales
Elle inscrit son activité au sein du laboratoire de sciences de l'éducation Bonheurs (EA 7517) (Bien-être, organisations, numérique, habitabilité, éducation, universalité, relation, savoirs) qui travaille sur les ingénieries du bonheur dans l’école. Ainsi, au lieu de partir « des souffrances scolaires […] qui mettent à mal la relation pédagogique, l’idée est de renverser la question et de penser avant tout les conditions du mieux-être pour apprendre, enseigner et se former ». Les premiers travaux des chercheurs sont publiés dans l'ouvrage intitulé Les Écoles du bonheur, dirigé par François Durpaire en 2018.
Ses travaux en sociologie de l’éducation et sociologie de la musique, sont à la croisée des sciences de l’éducation, de la sociologie et de la psychanalyse, et interrogent l’école en tant qu’institution et organisation de pouvoir.  Elle propose notamment un dialogue entre science et art.
Elle travaille sur la notion de « fin de l’école » et l’émergence d’une ère de « savoir-relation ». Elle co-dirige en 2019, avec Christine Delory-Momberger « À quoi servent les sciences de l’éducation ? ».

## Publications

### Ouvrages de recherche
- Sociologie politique de l'école, avec Laurent Saadoun, PUF, 2001[10].
- (dir.) La fête techno, Autrement, 2004.
- (dir.) Violences scolaires et culture(s), L’Harmattan, 2005[11]
- La musique techno, ère du vide ou socialité alternative ?, avec Anthony Pouilly,  L’Harmattan, 2002
- L’invention de la violence scolaire, Eres, 2005[12].
- École en crise ?, avec Laurent Saadoun, Ellipses, 2008[13]
- Violences à l’école. Normes et professionnalités en questions, Arras, Artois Presses Université, 2012
- Bernard  Lavilliers en concert. Pour une sociologie politique de la chanson, Camion blanc 2012
- La laïcité au risque de l’autre, avec  Geneviève Zoïa, 2014, éditions de l’Aube[14]
- La fin de l’école, avec François Durpaire, Paris, PUF, 2014[15]
- Fatima moins bien notée que Marianne , avec François Durpaire, éditions de l’Aube, 2015[16]
- Je chante donc je suis, 2 tomes, Téraèdre, 2016
- Un homme blessé, L’Harmattan, avec Mino, 2017
- (co-dir.) Lettre ouverte contre l’instrumentalisation politique de la laïcité, avec Christine Delory-Momberger et François Durpaire, édition de l’Aube, 2017  (ISBN 978-2-8159-2127-5)
- Théorie du membre-fantôme, Téraèdre, 2018
- (co-dir.) À quoi servent les sciences de l’éducation, avec Christine Delory-Momberger, ESF, 2019  (ISBN 978-2-7101-3735-1)
- Le capital ethnique, avec Massouma Sylla, Téraèdre, 2021
- (codir.) Carnet de laboratoire. Revue de littérature - Les enseignants et le numérique, avec Alain Jaillet, EDBH, 2022.

### Ouvrages professionnels
- Didactique des sciences économiques et sociales, avec Laurent Saadoun, Nathan, 1997.
- La science politique est-elle une science ?, avec Bruno Étienne, Flammarion, coll. « Dominos », 1998.
- CAPES de sciences économiques et sociales, avec Laurent Saadoun, Vuibert, 1999.
- (dir.) Manuel d’option de science politique, Magnard, 2001.
- (dir.) Initiation aux sciences politiques et sociales, Vuibert, 2002.
- La culture générale à science po et aux concours, avec Laurent Saadoun, Vuibert, rééd. 2005.
- Le conseil de classe est-il un lieu politique ?, avec V. Callichio, L'Harmattan, 2004.
- Le mémoire de recherche en sciences sociales, avec Laurent Saadoun, Ellipses, 2007.
- 100 fiches pour comprendre les sciences de l’éducation, avec G. Lapostolle, Ellipses, 2008.
- La dissertation au concours de CPE, De Boeck, 2010.
- (dir.) Préparer et réussir les épreuves professionnelles aux concours de l'enseignement et de l'éducation, Sedes/Colin, 2014
- Je réussis mon mémoire en master meef 1 Avec Alain Jaillet, Vuibert, 2021.
- je réussis mon mémoire en master meef 1 Avec Alain Jaillet, Vuibert, 2023.
- Le spectacle-recherche, l’art au service de la science, avec Thomas Lecorre, EDBH, 2023.
- Que fabrique la science ?, avec Pascal Fugier, Imene Ghedamsi-Lecorre et Thomas Lecorre, EDBH, 2024.